# Dezyderia Bernadotte
Dezyderia Bernadotte (Désirée Elisabeth Sibylla; ur. 2 czerwca 1938 w Solnie) – księżniczka szwedzka, baronowa Silfverschiöld, trzecia córka Gustawa Adolfa, syna Gustawa VI Adolfa, oraz jego żony, Sybilli Koburg. Jest siostrą króla Szwecji, Karola XVI Gustawa, oraz kuzynką królowej Danii, Małgorzaty II.

## Biografia

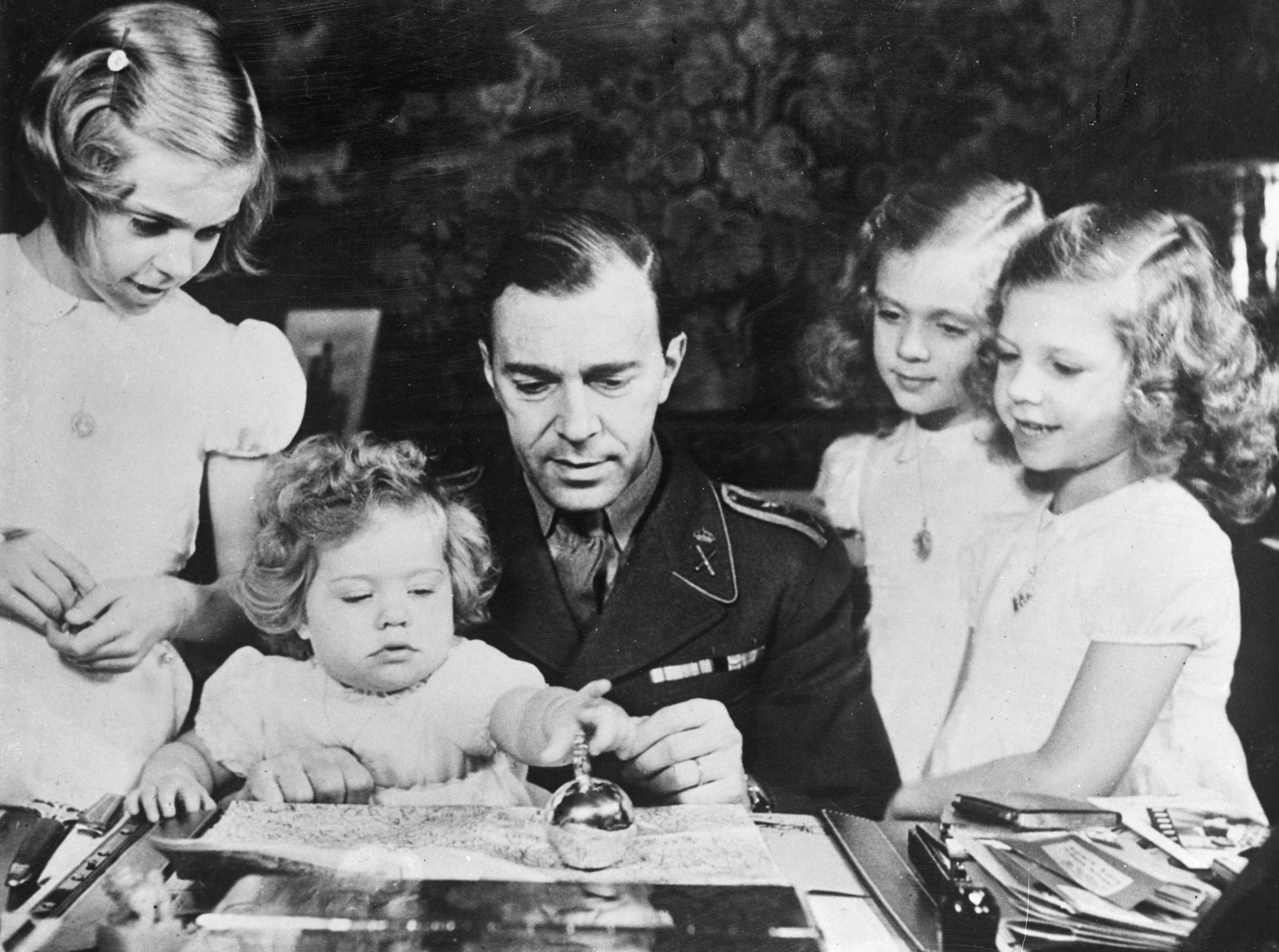
Dezyderia z ojcem i siostrami (1945)

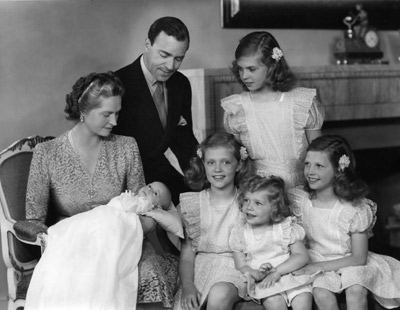
Dezyderia z rodzicami i rodzeństwem (1946)

Urodziła się 2 czerwca 1938 roku w pałacu Haga w Solnie jako trzecie dziecko syna króla Gustawa VI Adolfa, Gustawa Adolfa, oraz jego żony, Sybilli Koburg. Ze względu na swoją płeć, podobnie jak siostry, nie została uwzględniona w linii sukcesji do szwedzkiego tronu.
Otrzymała imiona Dezyderia Elżbieta Sybilla (szw. Désirée Elisabeth Sibylla). Imię Dezyderia nosiła Dezyderia Clary, żona Karola XIV Jana, pierwszego przedstawiciela dynastii Bernadotte na szwedzkim tronie. Imię Elżbieta było jednym z imion jej praprababki, Ludwiki Marii Hohenzollern. Imię to nosiła również królowa Szwecji, Jadwiga Elżbieta, żona Karola XIII, ostatniego przedstawiciela dynastii Oldenburgów z linii Holstein-Gottorp na szwedzkim tronie. Imię Sybilla otrzymała natomiast po swojej matce, Sybilli Koburg.
Ma czworo rodzeństwa – Małgorzatę (ur. 31 października 1934), Brygidę (ur. 19 stycznia 1937), Krystynę (ur. 3 sierpnia 1943) i króla Szwecji, Karola XVI Gustawa (ur. 30 kwietnia 1946). Jest również kuzynką obecnej królowej Danii, Małgorzaty II. Dezyderia i jej siostry – ze względu na to, że mieszkały w pałacu Haga – nazywane były Hagasessorna (ang. The Haga Princesses).

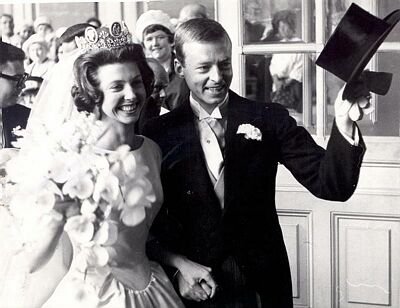
Dezyderia z mężem w dniu ślubu (1964)

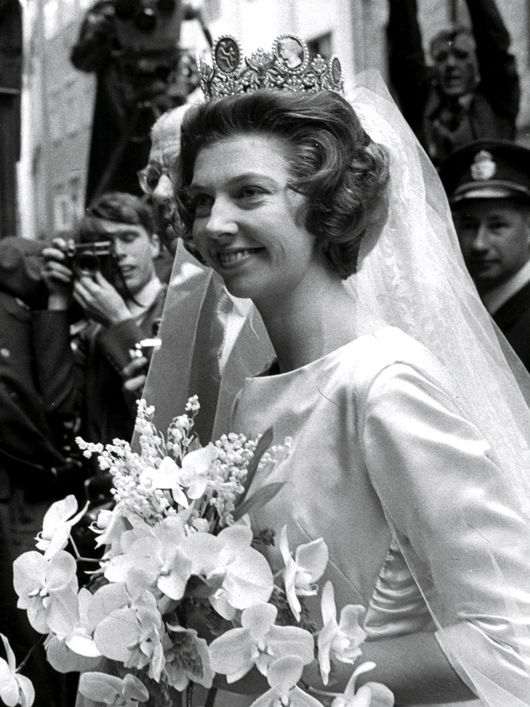
Dezyderia w dniu ślubu (1964)

18 grudnia 1963 roku ogłoszono jej zaręczyny z baronem Niclasem Silfverschiöld. Ceremonia zaślubin miała miejsce 5 czerwca 1964 w sztokholmskiej katedrze protestanckiej. Na swój ślub założyła tę samą suknię ślubną, którą wcześniej na swoim ślubie nosiła jej starsza siostra, Brygida. Oprócz tego księżniczka zdecydowała się założyć tiarę Cameo. Założyła również rodzinny welon, który jej matka otrzymała od najmłodszego syna Oskara II, Eugeniusza, który zaś otrzymał go od swojej matki, Zofii Wilhelminy Nassau. Welon ten, podobnie jak tiara Cameo, noszony jest tradycyjnie przez panny młode związane ze szwedzką rodziną królewską – ostatni raz na swój ślub założyła go obecna następczyni tronu Szwecji, Wiktoria. W wyniku zawarcia małżeństwa utraciła predykat Jej Królewskiej Wysokości.
Wraz z mężem doczekała się trojga dzieci:
- Carl Silfverschiöld (ur. 22 marca 1965)
- Christina Louise Silfverschiöld (ur. 29 września 1966)
- Hélène Silfverschiöld (ur. 20 września 1968)

W 1977 roku została matką chrzestną księżniczki Wiktorii, obecnej następczyni tronu Szwecji.
Mąż księżniczki zmarł 11 kwietnia 2017 roku.
Dezyderia nie spełnia żadnej większej roli w ramach bycia szwedzką księżniczką. Bierze jednak udział w wielu rodzinnych uroczystościach: była obecna m.in. na ślubie swojej bratanicy, księżniczki koronnej, Wiktorii, z Danielem Westlingiem.

## Tytulatura
2 czerwca 1938 – 5 czerwca 1964: Jej Królewska Wysokość księżniczka Dezyderia
od 5 czerwca 1964: Księżniczka Dezyderia, baronowa Silfverschiöld

## Odznaczenia
- Order Królewski Serafinów – 1952

## Genealogia
| Prapradziadkowie                          | król Szwecji i Norwegii Oskar II Bernadotte (1829–1907) ∞ 1857 Zofia Wilhelmina Nassau (1836–1913) | Wielki Książę Badenii Fryderyk I Badeński (1826–1907) ∞ 1856 Ludwika Maria Hohenzollern (1838–1923) | Fryderyk Karol Hohenzollern (1828–1885) ∞ 1854 Maria Anna Anhalt-Dessau (1837–1906)      | Albert Saxe-Coburg-Gotha (1819–1861) ∞ 1840 Królowa Wielkiej Brytanii Wiktoria Hanowerska (1819–1901) | Albert Saxe-Coburg-Gotha (1819–1861) ∞ 1840 Królowa Wielkiej Brytanii Wiktoria Hanowerska (1819–1901) | Jerzy Wiktor Waldeck-Pyrmont (1831–1893) ∞1853 Helena Wilhelmina Nassau (1831–1888)     | Fryderyk Schleswig-Holstein-Sonderburg-Glücksburg (1814–1885) ∞ 1841 Adelajda Krystyna Schaumburg-Lippe (1821–1899)                                   | Fryderyk VIII Schleswig-Holstein (1829–1880) ∞ 1856 Adelajda Wiktoria Hohenlohe-Langenburg (1835–1900)                                                |
| Pradziadkowie                             | król Szwecji Gustaw V Bernadotte (1858–1950) ∞1881 Wiktoria Badeńska (1862–1930)                   | król Szwecji Gustaw V Bernadotte (1858–1950) ∞1881 Wiktoria Badeńska (1862–1930)                    | Artur Koburg (1850–1942) ∞ 1879 Luiza Małgorzata Hohenzollern (1860–1917)                | Artur Koburg (1850–1942) ∞ 1879 Luiza Małgorzata Hohenzollern (1860–1917)                             | Leopold Koburg (1853–1884) ∞1882 Helena Waldeck-Pyrmont (1861–1922)                                   | Leopold Koburg (1853–1884) ∞1882 Helena Waldeck-Pyrmont (1861–1922)                     | Fryderyk Ferdynand Schleswig-Holstein-Sonderburg-Glücksburg (1855–1934) ∞1885 Karolina Matylda Schleswig-Holstein-Sonderburg-Augustenburg (1860–1932) | Fryderyk Ferdynand Schleswig-Holstein-Sonderburg-Glücksburg (1855–1934) ∞1885 Karolina Matylda Schleswig-Holstein-Sonderburg-Augustenburg (1860–1932) |
| Dziadkowie                                | Król Szwecji Gustaw VI Adolf Bernadotte (1882–1973) ∞ 1905 Małgorzata Koburg (1882–1920)           | Król Szwecji Gustaw VI Adolf Bernadotte (1882–1973) ∞ 1905 Małgorzata Koburg (1882–1920)            | Król Szwecji Gustaw VI Adolf Bernadotte (1882–1973) ∞ 1905 Małgorzata Koburg (1882–1920) | Król Szwecji Gustaw VI Adolf Bernadotte (1882–1973) ∞ 1905 Małgorzata Koburg (1882–1920)              | Karol Edward Koburg (1884–1954) ∞ 1905 Wiktoria Adelajda Schleswig-Holstein (1885–1970)               | Karol Edward Koburg (1884–1954) ∞ 1905 Wiktoria Adelajda Schleswig-Holstein (1885–1970) | Karol Edward Koburg (1884–1954) ∞ 1905 Wiktoria Adelajda Schleswig-Holstein (1885–1970)                                                               | Karol Edward Koburg (1884–1954) ∞ 1905 Wiktoria Adelajda Schleswig-Holstein (1885–1970)                                                               |
| Rodzice                                   | Gustaw Adolf Bernadotte (1906–1947) ∞ 1932 Sybilla Koburg (1908–1972)                              | Gustaw Adolf Bernadotte (1906–1947) ∞ 1932 Sybilla Koburg (1908–1972)                               | Gustaw Adolf Bernadotte (1906–1947) ∞ 1932 Sybilla Koburg (1908–1972)                    | Gustaw Adolf Bernadotte (1906–1947) ∞ 1932 Sybilla Koburg (1908–1972)                                 | Gustaw Adolf Bernadotte (1906–1947) ∞ 1932 Sybilla Koburg (1908–1972)                                 | Gustaw Adolf Bernadotte (1906–1947) ∞ 1932 Sybilla Koburg (1908–1972)                   | Gustaw Adolf Bernadotte (1906–1947) ∞ 1932 Sybilla Koburg (1908–1972)                                                                                 | Gustaw Adolf Bernadotte (1906–1947) ∞ 1932 Sybilla Koburg (1908–1972)                                                                                 |
| Dezyderia Bernadotte (ur. 2 czerwca 1938) | | |                                                                                          | | |                                                                                         | | |